# La Arena (Los Pozos)
La Arena è un comune (corregimiento) della Repubblica di Panama situato nel distretto di Los Pozos, provincia di Herrera. Si estende su una superficie di 24,1 km² e conta una popolazione di 559 abitanti (censimento 2010).